# Rio Curimataú
Le rio Curimataú est un cours d'eau du domaine fédéral brésilien qui arrose les États de la Paraíba et du Rio Grande do Norte.